# Herman Friedhoff

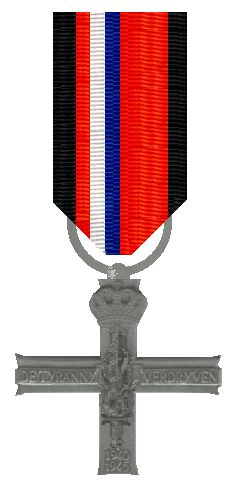
VHK

Herman Friedhoff (Den Haag, 15 augustus 1920 - 11 november 2000) was een Nederlandse verzetsstrijder en Engelandvaarder tijdens de Tweede Wereldoorlog.

## Jeugd
Friedhoff werd in Den Haag geboren als oudste zoon van Gijsbert Friedhoff en Wilhelmina Anna Lichtermoet. Na enkele jaren verhuisde het gezin naar Haarlem, waar zijn vader docent aan de afdeling bouwkunde van de middelbare technische school werd en later stadsarchitect.

## Oorlogsjaren
Toen de oorlog uitbrak, raakte Friedhoff al gauw betrokken bij het verzet. Hij werd lid van verzetsgroep Apostles en had veel contacten met Wiardi Beckman, die medeoprichter was van het illegale dagblad Het Parool. Ook was Friedhoff zeer bevriend met Ellis Brandon, die zijn koerierster werd.
Op 7 augustus 1942 viel de Gestapo het huis van Friedhoff binnen, waar ook Brandon aanwezig was. Ze helpt hem ontvluchten. Er volgde een onrustig bestaan van het ene onderduikadres naar het andere. Brandon was dienstmeisje in een verzorgingstehuis aan de Mathenesserlaan in Rotterdam en daar kreeg Friedhoff een zolderkamertje waar hij enige tijd kon blijven.
Friedhoff werd gezocht door de Sicherheitsdienst (SD), die 1000 gulden uitloofde voor een tip die tot zijn arrestatie zou leiden. Toen zijn moeder werd gegijzeld en er een doodvonnis over hem werd uitgesproken, was ook het zolderkamertje niet meer veilig. Ze besloten Nederland te verlaten. Op 28 april 1943 vertrokken ze, de tocht ging via België, Frankrijk en Spanje naar Portugal. Aangezien Brandon aanvankelijk geen visum kreeg, vertrok hij alleen naar Engeland en volgde zij later. Herman Friedhoff lunchte twee keer met de koningin.

## Na de oorlog
Friedhoff trad in het huwelijk met Polly Davidson en bleef in Engeland wonen. In 1960 verhuisde hij naar Oxford waar hij uitgever werd. In 1988 publiceerde hij zijn herinneringen aan de oorlogsjaren in een deels geromantiseerde autobiografie, die een jaar later in het Nederlands verscheen.

## Onderscheiding
- Verzetsherdenkingskruis, 1983, uitgereikt door prins Bernhard